# Apristurus profundorum
Apristurus profundorum är en hajart som först beskrevs av Goode och Bean 1896.  Apristurus profundorum ingår i släktet Apristurus och familjen rödhajar. IUCN kategoriserar arten globalt som otillräckligt studerad. Inga underarter finns listade i Catalogue of Life.

## Bildgalleri

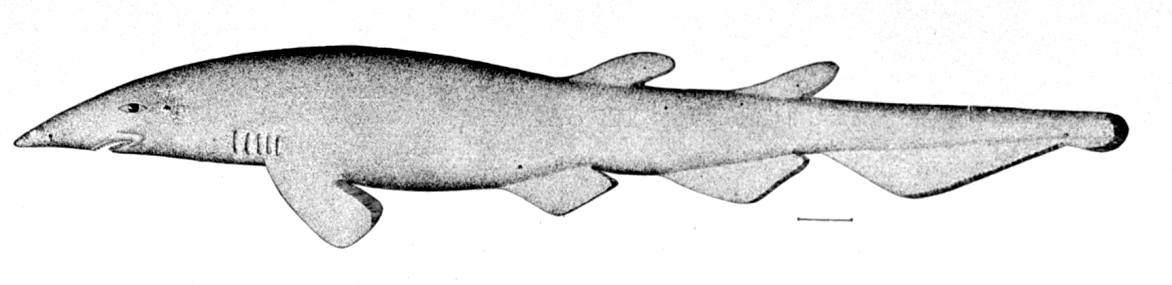